# Arch+
Arch+ ist eine deutsche Zeitschrift für Architektur, Städtebau und Design. Sie erscheint vierteljährlich mit einer Auflage von 10.000 Exemplaren.

## Geschichte

### Gründungsphase 1968–1972
Mitte 1967 gründeten die Studenten und Assistenten der Universität Stuttgart Ulrich Bäte, Peter Dietze, Dieter Hezel, Wolfram Koblin, Peter Lammert, Gernot Minke, Aylâ Neusel und Stephan Waldraff aus dem Umkreis von Max Bense die Studienhefte für architekturbezogene Umweltforschung und -planung; das erste Heft erschien im Januar 1968. Zu den Mentoren gehörten Dieter Hoffmann-Axthelm, Julius Posener, Otl Aicher, Bruno Schindler, Joachim Krausse und Vilém Flusser.

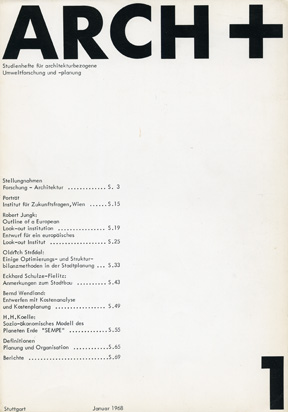
Cover Arch+ 1

Arch+ verstand sich als Diskussionsforum, das der Verwissenschaftlichung der Architektur dient. Die Aussage, dass Architektur selbst keine Wissenschaft sei, tauchte im ersten Heft auf. Obwohl die Zeitschrift während der Studentenunruhen gegründet wurde, waren die Themen zunächst nicht primär politisch. In der ersten Phase waren technokratische Themen wie Planungstheorie, Semiotik, Mathematik und Kybernetik, Entwerfen mit Algorithmen und Mengenlehre bestimmend. Wissenschaft wurde als Medium der Subversion empfunden. Auch die Diskussion um die Studienreform war ein Anliegen von Arch+ zu jener Zeit. Zusätzlich zur Arch+ erschien alle 14 Tage ein Spontanblatt, das als regelmäßiges Flugblatt an der Uni verteilt wurde. Die Autoren und Redakteure arbeiteten ohne Honorar. 1969, nach dem Scheitern der Studentenunruhen, war die Existenz von Arch+ gefährdet. Es erschienen einige Nothefte.

### Phase der Umorientierung und Politisierung 1972–1976
Aus Stuttgart waren nur noch die Redakteure (Christoph Feldtkeller, Wolfgang Ehrlinger, Heinrich Stoffl, Jörg Pampe) dabei. Neben Stuttgart entstanden in Aachen und (West-)Berlin weitere Redaktionsstandorte. Aus Aachen kamen Marc Fester (1942–2000), Nikolaus Kuhnert, Adalbert Evers und Sabine Kraft (1945–2016) und aus Berlin Helga Fassbinder, Klaus Brake (* 1940) und Renate Petzinger (* 1943) dazu. Die neuen Mitarbeiter „übernahmen“ die Zeitschrift. Die Berliner und Aachener machten aus Arch+ eine universitäre Zeitschrift. Der Vertrieb der Zeitung wechselte vom Karl-Krämer-Verlag zu VSA (Verlag für das Studium der Arbeiterbewegung). Mit Heft 28 taucht zum ersten Mal ein Motiv auf dem Titelblatt auf. Dieter Masuhr, ein Berliner Künstler, prägte in den folgenden Jahren mit seinen Federzeichnungen das Erscheinungsbild.
Die Gründung des Arch+ Verein zur Erforschung des Verhältnisses von gebauter Umwelt und gesellschaftlicher Entwicklung war Machtkämpfen und Auseinandersetzungen unter den Redaktionsgruppen geschuldet. Die Kampfphase endete 1977 mit dem Austritt von Brake, Fassbinder und Petzinger.

### Phase der Ästhetik und Postmoderne 1977–1986
Es verblieben Evers, Fester, Kraft und Kuhnert in der Redaktion. Neu hinzu kamen Werner Durth, Günther Uhlig und Friedemann Gschwind. Druck und Vertrieb wechselten zur alternativen Druckerei Klenkes in Aachen. Erst in dieser Phase wurde Arch+ zu Themenheften. In Heft 57/58 erschien ein Artikel von Léon Krier erstmals als Werkbericht. Arch+ entwickelte sich zu einer „kritischen Architekturfachzeitschrift“.

### Phase der Erneuerung 1986–1992
Arch+ verabschiedete sich mit der Postmoderne auch von einem Großteil der Leser. Damit einher ging eine Rückbesinnung auf die Moderne als Fortsetzung eines philosophischen Projektes. Zu Heft 68 erschien erstmals die Rubrik Zeitung, in Heft 78 die Rubrik Baumarkt: Man durfte wieder bauen. 1987 wurde Berlin zum zweiten Redaktionsstandort. Wolfgang Wagener (1986–1990), Philipp Oswalt (1988–1993), Angelika Schnell (1990–2001) und Andreas Bittis (1991–2001) wurden mit einer Abkehr vom Wertekonservatismus jeweils zur dritten Kraft in der Redaktion. Statt Einzelkämpfern gab es nun „Arbeitsgruppen ohne hierarchische Strukturen“. Der Generationenkonflikt zwischen 68ern und Post-68ern blieb in der Redaktion weitgehend aus. Mit Rem Koolhaas, Zaha Hadid, Daniel Libeskind und Bernard Tschumi kam die Vision eines fortschrittlichen und modernen Europa zurück. Die Zeitschrift für Architekten, Stadtplaner, Sozialarbeiter und kommunalpolitische Gruppen wurde 1986 zur Zeitschrift für Architektur und Städtebau. Arch+ gelang seit 1990 die Propagierung des Öko-Tech. Einen Höhepunkt bildete das Heft 111, mit dem Vilém Flusser, Philosoph des elektronischen Zeitalters, in Deutschland bekannt wurde. Nach der Wiedervereinigung erhielt Arch+ durch Otl Aicher neue Impulse. In Rotis wurde ein neues Layout entwickelt und die Rotis-Schrift eingeführt, in der später auch das Logo gesetzt wurde.

### Phase Amerika und zurück 1992–2003
Die USA rückten seit Beginn der 90er Jahre verstärkt ins Blickfeld, nicht zuletzt aufgrund der intellektuellen Stagnation in Europa. Die Hefte, die seit 1993 amerikanische Texte in Erstveröffentlichung nach Deutschland brachten, illustrierten Begriffe, wie Ereignis, Komplexität oder Faltung mit europäischen Projekten. Arch+ versuchte sich als eine Brücke zwischen den USA und Europa zu etablieren. Doch die 1994 eingeführte Zweisprachigkeit blieb ohne Erfolg, dennoch blieb die Distanz zur deutschen Debatte. Bezeichnenderweise war das Heft 122 Von Berlin nach Neuteutonia, das die Kritik an den Entwicklungen in Deutschland am schärfsten formulierte, das erfolgreichste in der Geschichte der Zeitschrift. Mit Ausgabe 166 erfolgte eine Umbenennung von Arch+ in archplus (die mit Ausgabe 186/187 wieder rückgängig gemacht wurde). Mit den Redakteurinnen Susanne Schindler (2001–2003), Schirin Taraz-Breinholt (2001–2004) und Julia von Mende (2005–2007) baute die Redaktion den Bezug zu Architekturentwicklungen im deutschsprachigen Raum aus (Off-Architektur, Hefte 166 und 167). Die Nachwuchsförderung wurde mit dem Arch+ Preis für beste Diplomarbeiten verstetigt. Ein dritter Schwerpunkt – Studienmaterialien mit „Gebrauchswert“ (Formfindung Heft 159/160, Material 172, Wohnen 176/177, Klima 184) – wurde ausgebaut.

### Seit 2004
Arch+ befindet sich in einer neuerlichen Umstrukturierungsphase und der weiteren Professionalisierung. Seit 2004 verstärkt Anh-Linh Ngo die Redaktion. Martin Luce ist 2006 bis 2007 Mitglied der Berliner Redaktion. Das Erscheinungsbild wurde mit dem Art Director Walter Schönauer neu geprägt. Die Zeitschrift erweitert sich um Forschungsprojekte, Partnerschaften und internetgestützte Publikationsformen. Das Feld einer klassischen Fachzeitschrift wurde weiter aufgebrochen. Ein wichtiger Anfang bildete die Kooperation mit dem mehrjährigen Forschungsprojekt Shrinking Cities. Die Teilnahme von Arch+ am Zeitschriftenprojekt der Documenta 12 im Jahre 2007 markierte einen Schritt in der Weiterentwicklung der Zeitschrift. Mit dem Projekt THE MAKING OF YOUR MAGAZINES und der gleichnamigen Ausstellung im KulturBahnhof Kassel begann eine Neuausrichtung der Zeitschrift, die auf der Aufarbeitung und Reflexion der Geschichte der Zeitschrift basiert.

Cover ARCH+ 174/175
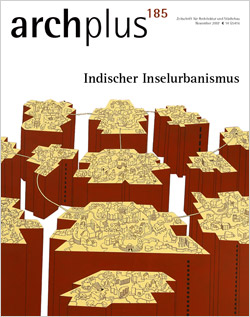
Cover ARCH+ 185

### Seit 2008
Basierend auf den Vorarbeiten im Rahmen von Documenta 12 Magazines und anlässlich des 40-jährigen Bestehens der Zeitschrift fand 2008 ein Relaunch statt. Mit dem neuen Art Director Mike Meiré erfolgte die Rückkehr zum ursprünglichen Logo Arch+ sowie ein Redesign der Zeitschrift. Meiré führte die Futura, die in der Anfangsphase das Erscheinungsbild von Arch+ geprägt hat, wieder ein. Die Hefte wurden verstärkt auf Projektbasis gemacht und externe Kooperationspartner eingebunden, um eine inhaltliche Erweiterung der Themen und Sichtweisen zu ermöglichen und andere Vermittlungsebenen und Medien zu erschließen, die über die Zeitschrift hinausgehen. Der Aktionsradius der Zeitschrift wurde durch Symposien, Konferenzen, Ausstellungen, Wettbewerbe erweitert. 2010 kuratierten Nikolaus Kuhnert und Anh-Linh Ngo mit dem Redaktionsteam Berlin die Ausstellung „Post-Oil City“" für das Institut für Auslandsbeziehungen. Die erfolgreiche Ausstellung wurde u. a. in Stuttgart, Berlin, Wien und Zürich gezeigt. Darüber hinaus ging „Post-Oil City“ ab 2011 in einer englischen und ab 2012 auch in einer spanischen und brasilianischen Fassung im Ausstellungsprogramm des ifa für fast 10 Jahre auf Tour und machte u. a. in Japan, Indien, Südamerika und Afrika Station.
2015 initiierte Arch+ gemeinsam mit einer Vielzahl von Experten, darunter Philipp Oswalt, ehemaliger Direktor der Stiftung Bauhaus Dessau, das „projekt bauhaus“, um in einem 5-jährigen Prozess im Vorfeld des 100-jährigen Jubiläums des Bauhauses die Relevanz der Bauhaus-Ideen zu untersuchen. Neben zahlreichen Konferenzen, Workshops, Summerschools und Publikationen fand 2019 in Kooperation mit der Volksbühne Berlin unter der Leitung von Schorsch Kamerun eine Performance statt: „Das Bauhaus – ein rettendes Requiem“.
2018 kuratierte Arch+ erneut eine Tournee-Ausstellung in Kooperation mit dem ifa. Unter dem Titel „An Atlas of Commoning. Orte des Gemeinschaffens“ hatte die Ausstellung zu gemeinschaftlichen Stadtinitiativen im Kunstraum Kreuzberg/Bethanien in Berlin Premiere. Die auf 10 Jahre angelegte internationale Tournee begann 2019 mit der Station in Pittsburgh und wird 2020 in Mexikostadt zu sehen sein. An den verschiedenen Standorten werden jeweils lokale Projekte und Initiativen eingebunden, um die Ausstellung zu erweitern.
2019 kuratierte Arch+ in Kooperation mit dem Neuen Berliner Kunstverein die Ausstellung 1989–2019: Politik des Raums im Neuen Berlin. Die Ausstellung untersucht die Stadtentwicklungs- und Architekturpolitik Berlins seit dem Mauerfall. Ein besonderer Fokus lag auf der Liegenschaftspolitik des Berliner Senats, der bis vor kurzem ein Großteil des öffentlichen Grund und Bodens privatisierte. Der [Deutschlandfunk] berichtete darüber.
2019 erschien in Kooperation mit dem Institut für Grundlagen moderner Architektur und Entwerfen der Universität Stuttgart die Ausgabe „Rechte Räume – Bericht einer Europareise“. Die Ausgabe hat eine Debatte über die raumpolitischen Bestrebungen rechtspopulistischer Bewegungen in Europa ausgelöst und wurde in allen großen Tageszeitungen kontrovers diskutiert. Insbesondere der Artikel der Architekturtheoretikerin Verena Hartbaum zu der Inschrift mit einem antisemitisch-konnotierten Zitat von Ezra Pound auf dem Berliner Walter-Benjamin-Platz hat für erregte [Diskussionen] gesorgt. Die Historikerin Ulrike von Hirschhausen zog im [Tagesspiegel] die Schlussfolgerung: „Wir müssen in Zeiten, in der rechtsradikale Positionen für manche einen Ausweg aus den Problemen der Globalisierung zu liefern scheinen, antisemitische Übergriffe sich häufen und die Synagoge von Halle zum Ziel eines Anschlags wird, solche Texte erst recht beim Namen nennen – und sie mit unseren Antworten konfrontieren.“

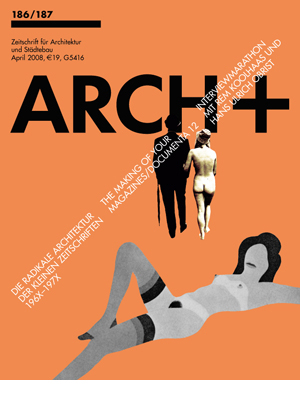
Cover ARCH+ 186/187
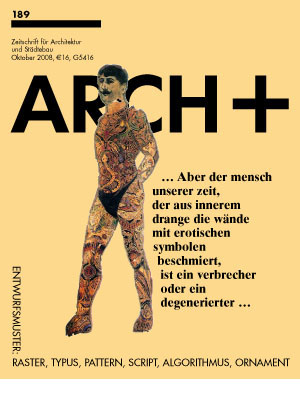
Cover ARCH+ 189
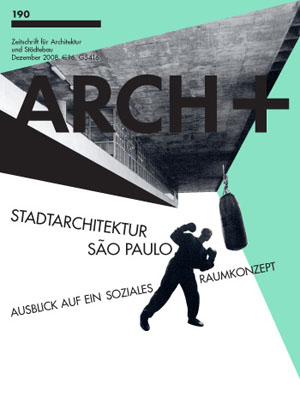
Cover ARCH+ 190
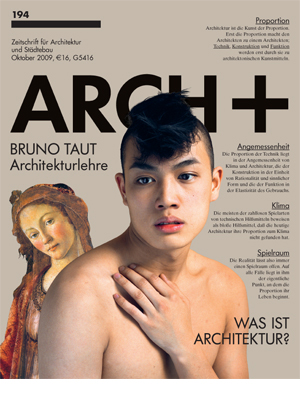
Cover ARCH+ 194

## Themen
Arch+ ist die letzte von Großverlagen unabhängige, konzeptuelle Architekturzeitschrift in Deutschland. Das + im Namen deutet an, dass es mehr als um Architektur geht. Gegründet im Gefolge der Studentenbewegung 1968, liegt der Schwerpunkt von Arch+ auf der kritischen Reflexion des gesellschaftlichen Anspruchs der Architektur. Arch+ ist Teil des Redaktionsnetzwerks documenta 12 magazines der documenta 12.
Jedes vierteljährlich erscheinende Heft beleuchtet eingehend ein besonderes Thema und greift dabei aktuelle Diskussionen aus anderen Disziplinen wie den Sozial- und Naturwissenschaften, der Ökonomie, Philosophie und Kunst in Hinblick auf architektonische und urbanistische Fragestellungen auf: die Entwicklung neuer Wohnkonzepte, Organisationsformen der Arbeit, urbanistischer Modelle, Probleme des Umgangs mit Mobilität und Verkehr, sowie Natur und Landschaft, die Neudefinition von Bauaufgaben und -typen oder Fragen der Formgebung und Raumwahrnehmung und der Umgang mit Material.
Ergänzt werden die Hefte von den ARCH+ features, einer meist 16-seitigen Beilage, die als Heft im Heft konzipiert ist und bestimmte Positionen innerhalb der Ausgabe hervorhebt.
Die inzwischen eingestellte Rubrik Zeitung reflektierte das aktuelle Architekturgeschehen wie Wettbewerbe, Ausstellungen, Tagungen und Neuerscheinungen.
Der inzwischen eingestellte Baufokus war als baupraktischer Service für Architekten konzipiert. Er informierte über Technologien und Verfahren, Baustoffe, Konstruktionen, Details, Hersteller und Messen. Demgegenüber konzentrierte sich die Produktschau auf das Design, wobei die Palette von den Klassikern bis zu den jungen Wilden, vom Wohnen bis zum Bürobau, vom Licht über Sanitärausstattung bis zu Alltagsobjekten reichte.

## Redaktion
Sabine Kraft († 2016) leitete die Aachener Redaktion, Nikolaus Kuhnert und Anh-Linh Ngo die Berliner Redaktion. Nach dem Tod von Sabine Kraft hat Anh-Linh Ngo die Funktion des Mitherausgebers und Geschäftsführers übernommen. Seit 2016 leitet Anh-Linh Ngo die Gesamtredaktion. Den Beirat besetzen Beatriz Colomina, Arno Brandlhuber, Philipp Oswalt, Stephan Trüby, Mark Wigley, Karin Wilhelm und Georg Vrachliotis.
Von 2008 bis 2021 hatte Mike Meiré die Art Direction inne. Das Design wurde von Charlotte Cassel entwickelt. Seit 2022 verantwortet die Berliner Agentur Stan Hema die Art Direction und das Design der Zeitschrift.

## Projekte
- Cohabitation – Ein Manifest für Solidarität von Tieren und Menschen im Stadtraum Ein Ausstellungs- und Diskursprojekt mit Stadterkundungen (2021). Das Projekt befragt das ambivalente Verhältnis zwischen Tier, Mensch und Natur im urbanen Kontext und bietet Perspektiven für die Revision der herrschenden Verhältnisse an.[8]
- POST-OIL CITY. Die Geschichte der Zukunft der Stadt: Ein Heft- und Ausstellungsprojekt in Kooperation mit dem Institut für Auslandsbeziehungen über die postfossile Stadt. Das Projekt arbeitet heraus, dass viele der zeitgenössischen Zukunftsszenarien für die nachfossile Stadt in den Utopien der Moderne angelegt sind.
- IBA Hamburg: Seit 2009 ist Arch+ offizieller Kooperationspartner der Internationalen Bauausstellung Hamburg und organisiert in diesem Rahmen inhaltlich zwei internationale Workshops zu den Themen Smart Materials und Smart Price. Ziel ist die Realisierung vorbildlicher Modellbauten im Rahmen der IBA Hamburg bis 2013.
- THE MAKING OF YOUR MAGAZINES – Architekturzeitschriften als Medien der ästhetischen Vermittlung: Der Ausstellungs- und Projektraum von Arch+ zur Teilnahme an documenta 12 magazines beschäftigt sich mit zeitgenössischen Möglichkeiten ästhetischer Bildung und Vermittlung. Es entstand in Kooperation mit Georg Schöllhammer von documenta 12 magazines, Beatriz Colomina und Clip/Stamp/Fold Team (Princeton University), Rem Koolhaas, Hans-Ulrich Obrist, Quickborner Team, Storefront Gallery New York, Architectural Association London
- Der Arch+ preis wird für die besten Abschlussarbeiten im Bereich Architektur, Städtebau und Design verliehen. Die Preissumme beträgt 12.000 Euro.
- Das Forschungs- und Ausstellungsprojekt Schrumpfende Städte erweitert die in Deutschland geführte städtebauliche Debatte, die sich auf Fragen des Abrisses von überzähligen Wohnungen und der Aufwertung von Wohnquartieren konzentriert hat, um neue Fragestellungen und Perspektiven.

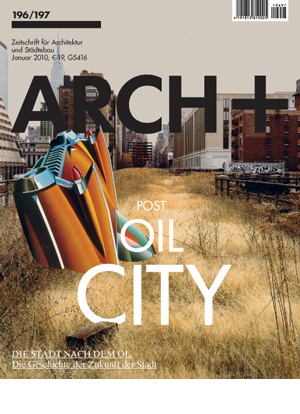
Cover ARCH+ 196/197
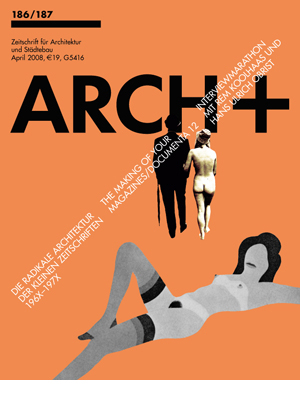
Cover ARCH+ 186/187
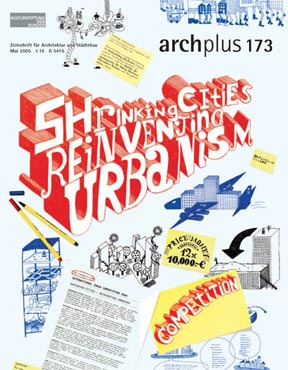
Cover ARCH+ 173
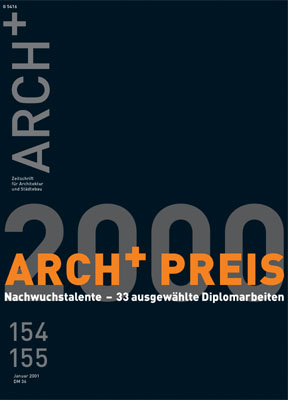
Cover ARCH+ 154/155

## Publikationen
- Delirious New York, Rem Koolhaas, ISBN 3-931435-00-8, deutsche Übersetzung von Fritz Schneider, 2. Auflage. Delirious New York, 1978 zuerst erschienen, ist eine polemische Erforschung dieses Manhattans: Es dokumentiert das symbiotische Verhältnis zwischen seiner sich ständig verändernden metropolitanen Kultur und der einzigartigen Architektur, die durch sie entstand – dennoch vertritt dieses Buch die Auffassung, dass nicht selten die Architektur die Kultur erzeugt.
- Architekturlehre. Berliner Vorlesungen 1964–65, Oswald Mathias Ungers, hrsg. v. Nikolaus Kuhnert, Anh-Linh Ngo, ISBN 978-3-931435-08-0, 2. Auflage. Die Erstveröffentlichung der Berliner Vorlesungen von Oswald Mathias Ungers aus den Jahren 1964–65 sind mittlerweile legendär. Ungers versuchte in der Umbruchzeit der 1960er Jahre die Architekturlehre neu zu begründen. Hinter dem theoretisch-methodischen Ansatz von Ungers’ früher Lehrtätigkeit mit seiner typologisch-morphologischen Argumentation wird ein architektonisches Denken sichtbar, das Allgemeingültigkeit beansprucht.
- Architekturlehre, Bruno Taut, hrsg. v. Manfred Speidel, ISBN 978-3-931435-22-6. Bruno Taut (1880–1938) hat die Architekturlehre 1935–36 im japanischen Exil in einer ersten Version als Architekturüberlegungen aufgezeichnet und 1937 nach der Übersiedlung in die Türkei für seine geplanten Vorlesungen an der Kunstakademie in Istanbul ausgearbeitet. Die Architekturlehre ist Tauts theoretisches Vermächtnis, ein persönliches Fazit aus 25 Jahren architektonischen Wirkens, das eng mit der Geschichte des Berliner Siedlungsbaus verbunden war. Mit dem neu recherchierten Bildapparat erscheint die Architekturlehre hier als bebildertes Lehrbuch zum ersten Mal in der von Taut konzipierten Weise auf Deutsch.
- Lernen von O.M. Ungers, hrsg. v. Erika Mühlthaler, ISBN 978-3-931435-10-3. Diese Publikation setzt die Auseinandersetzung mit Oswald Mathias Ungers' Lehrkonzept fort. Während die Berliner Vorlesungen Ungers' theoretisch-methodischen Ansatz früher Lehrtätigkeit aufzeigen, gibt das vorliegende Heft einen zu den Vorlesungen komplementären Überblick über seine praktisch-schöpferische Lehrauffassung, die in unzähligen Projekten und vor allem in den berühmten Veröffentlichungen zur Architektur ihren Ausdruck fanden.
- Vorlesungen zur Geschichte der Neuen Architektur, Julius Posener, hrsg. v. Wolfgang Schäche, 2 Bände, ISBN 978-3-931435-26-4. Mit dieser Publikation liegen die Vorlesungen zur Geschichte der Neuen Architektur von Julius Posener in einer neu edierten Fassung vor. Posener geht in den Vorlesungen auf die „Architektur und den Städtebau im Zeitalter der bürgerlichen Revolution“ ein und analysiert die sozialen Folgen der Französischen Revolution und der industriellen Revolution, sprich das Stadtwachstum und die damit zusammenhängende Wohnungs- und Klassenfrage sowie die widerstreitenden Antworten darauf: Reform (Paternalisten) oder Utopie (Frühsozialisten). Mit der Beschreibung des bautechnischen Fortschritts im 19. Jahrhundert gibt er aber auch einen Ausblick auf die Suche nach einer kommenden Architektur, die man gemeinhin die moderne nennt – sie bildet den Fokus des zweiten Bandes.
- Die Klotz-Tapes. Das Making-of der Postmoderne / The Klotz Tapes: The Making of Postmodernism, Heinrich Klotz, hrsg. v. Oliver Elser, Nikolaus Kuhnert, Anh-Linh Ngo, ISBN 978-3-931435-28-8. Anlässlich des 30-jährigen Gründungsjubiläums des Deutschen Architekturmuseums in Frankfurt am Main (DAM) erscheinen erstmals die tagebuchartigen Tonbandaufzeichnungen, in denen der Kunsthistoriker Heinrich Klotz, Gründungsdirektor des DAM, die ereignisreiche Anfangsphase der Institution festgehalten hat. Seine persönliche Sicht auf die Geschehnisse und die pointierte Darstellung der Protagonisten der Zeit Ende der 1970er, Anfang der 1980er Jahre ergeben ein spannendes Making-of der Postmoderne.
- Out of Balance – Kritik der Gegenwart / Reader Information Design, hrsg. v. Sabine Kraft, ISBN 978-3-931435-27-1. „Out of Balance – Kritik der Gegenwart“ ist die Publikation zum gleichnamigen Wettbewerb, den Arch+ zusammen mit der Stiftung Bauhaus Dessau 2012 ausgeschrieben hatte. In insgesamt 70 Beiträgen entsteht eine Skizze der Gegenwart in ihrer ökologisch/ökonomischen, sozialen und räumlichen Dimension. Es ist, ohne Anspruch auf Vollständigkeit, eine Bilanz, die sich aus dem kritischen Blick der vielen Beteiligten ergibt – eine Bilanz junger Architekten und Designer, eine Bilanz der „Generation App“. Ein umfangreicher Reader zum Information Design ergänzt die Wettbewerbsbeiträge und beleuchtet die Relevanz des Information Design quer durch alle Fachgebiete.
- Dahlemer Vorlesungen: Karl Friedrich Schinkel / Albert Speer. Eine architektonische Auseinandersetzung mit dem NS, Klaus Heinrich, hrsg. v. Nikolaus Kuhnert und Anh-Linh Ngo, ISBN 978-3-931435-30-1. Die Vorlesungen des Religionsphilosophen Klaus Heinrich an der Freien Universität Berlin hatten stets den Anspruch, all das mit einzubeziehen, was – um es mit seinen eigenen Worten zu sagen – zum „Selbstverständigungsunternehmen der menschlichen Gattung“ gezählt werden kann: Mythologie, Religion und Philosophie, aber auch die Psychoanalyse sowie die bildenden Künste, die Musik und Lyrik. Es überrascht daher nicht, dass in diesem Zusammenhang die Architektur nicht fehlen durfte, manifestiert sich doch die menschliche Gattung immer auch im Gebauten. Da der leidenschaftliche Hochschullehrer vorwiegend in freier Rede gewirkt hat und bisher nur ein Ausschnitt seiner religionsphilosophischen Vorlesungen erschienen ist, sind seine architekturtheoretischen Überlegungen vom Fachdiskurs nicht wahrgenommen worden. Fast vier Jahrzehnte nachdem er Ende der 1970er-Jahre seine Architekturvorlesungen gehalten hat, veröffentlichen wir dieses originäre Werk, das in seinem aufklärerischen Impetus unerhört aktuell geblieben ist. Faszinierend ist nicht nur das breite Wissen, auf das Heinrich seine Argumentation aufbaute, sondern vor allem seine Art Fragen zu stellen, die in dieser Form ein Architekturhistoriker oder -theoretiker nicht aufgeworfen hätte.

## Autoren (Auswahl)
Otl Aicher, Christopher Alexander, Archigram, Asymptote, Shigeru Ban, Roland Barthes, Jean Baudrillard, Ulrich Beck, Günter Behnisch, Heinz Bienefeld, Arno Brandlhuber, Bazon Brock, Henryk M. Broder, Santiago Calatrava, Daniel Cohn-Bendit, Peter Cook, Coop Himmelb(l)au, Douglas Coupland, Hermann Czech, Guy Debord, Jacques Derrida, Walt Disney, Marcel Duchamp, Max Dudler, Peter Eisenman, Sergej Eisenstein, Olafur Eliasson, Wolfgang Engler, Harun Farocki, Vilém Flusser, Norman Foster, Kenneth Frampton, Massimiliano Fuksas, Jonas Geist, Reinier de Graaf, Andreas Gursky, Jürgen Habermas, HAU, Andrea Haase, Ludwig Hilberseimer, Gisberth Hülsmann, Dieter Hoffmann-Axthelm, Steven Holl, Cornelius van Geisten, Charles Jencks, Heinrich Klotz, Hans Kollhoff, Rem Koolhaas, Rob Krier, Oskar Lafontaine, Le Corbusier, Daniel Libeskind, Kevin A. Lynch, Peter Marcuse, MESS, Pierre de Meuron, Ludwig Mies van der Rohe, MVRDV, Frei Otto, Julius Posener, Jacques Rancière, Andreas Reckwitz, Jan Philipp Reemtsma, Richard Rorty, Richard Rogers, Thomas Ruff, Manfred Sack, Saskia Sassen, Jürgen Sawade, Jörg Schlaich, Peter Sloterdijk, Peter Smithson, Werner Sobek, Karlheinz Stockhausen, Bruno Taut, Stephan Trüby, Bernard Tschumi, James Turrell, Oswald Mathias Ungers, Robert Venturi, Paul Virilio, Wim Wenders.